# Amarwara
Amarwara è una suddivisione dell'India, classificata come nagar panchayat, di 12.025 abitanti, situata nel distretto di Chhindwara, nello stato federato del Madhya Pradesh. In base al numero di abitanti la città rientra nella classe IV (da 10.000 a 19.999 persone).

## Geografia fisica
La città è situata a 22° 18' 0 N e 79° 10' 0 E e ha un'altitudine di 795 m s.l.m..

## Società

### Evoluzione demografica
Al censimento del 2001 la popolazione di Amarwara assommava a 12.025 persone, delle quali 6.283 maschi e 5.742 femmine. I bambini di età inferiore o uguale ai sei anni assommavano a 1.765, dei quali 925 maschi e 840 femmine. Infine, coloro che erano in grado di saper almeno leggere e scrivere erano 8.447, dei quali 4.837 maschi e 3.610 femmine.